# Långavan, Jämtland
Långavan är en sjö i Bergs kommun i Jämtland och ingår i Ljungans huvudavrinningsområde. Sjön har en area på 0,131 kvadratkilometer och ligger 609 meter över havet. Sjön avvattnas av vattendraget Arån.

## Delavrinningsområde
Långavan ingår i det delavrinningsområde (697527-138612) som SMHI kallar för Utloppet av Långavan. Medelhöjden är 687 meter över havet och ytan är 1,92 kvadratkilometer. Räknas de 22 avrinningsområdena uppströms in blir den ackumulerade arean 107,51 kvadratkilometer. Arån som avvattnar avrinningsområdet har biflödesordning 2, vilket innebär att vattnet flödar genom totalt 2 vattendrag innan det når havet efter 289 kilometer. Avrinningsområdet består mestadels av skog (79 procent). Avrinningsområdet har 0,09 kvadratkilometer vattenytor vilket ger det en sjöprocent på 4,8 procent.